# بيغل (سفينة)

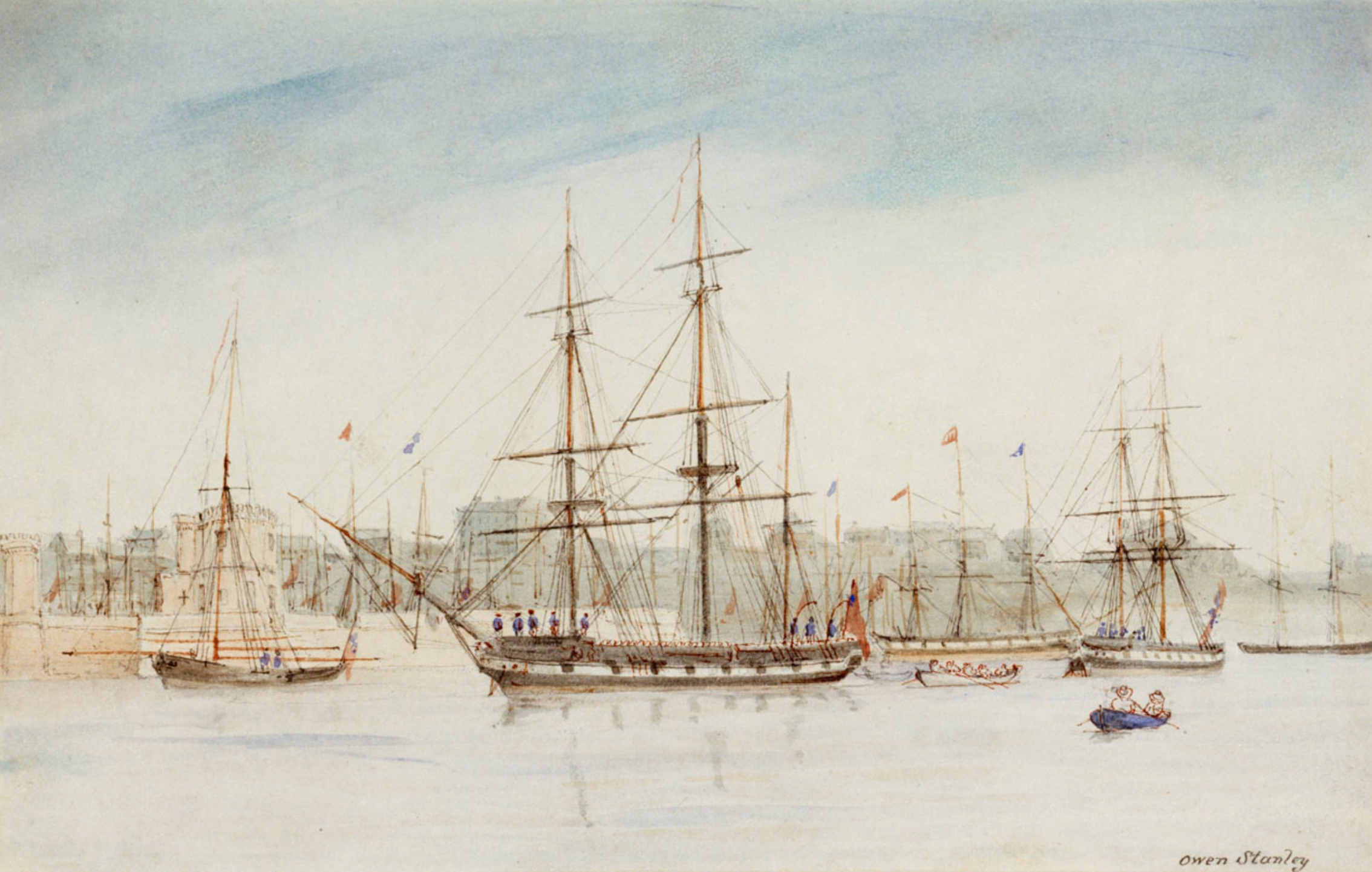
لوحة فنية للبيغل من عام 1841

سفينة البيغل (بالإنجليزية: HMS Beagle) كانت سفينة تابعة للبحرية الملكية البريطانية، سميت نسبة إلى اسم سلالة الكلاب الشهيرة. أطلقت السفينة في 11 مايو 1820 من نهر التيمز، وفي يوليو من نفس العام شاركت في احتفال تتويج جورج الرابع ملك المملكة المتحدة. لم تستخدم السفينة بعد ذلك، فتم تحويلها إلى سفينة أبحاث وشاركت في ثلاث رحلات استكشافية: الأولى (1826-1830) والثانية (1831-1836) اتجهتا إلى مناطق في أمريكا الجنوبية. الرحلة الثانية وصلت أيضا إلى نيوزيلندا وأستراليا وقد كان على متنها تشارلز داروين، عالم الأحياء البريطاني. أما الرحلة الثالثة (1837-1843) فكانت إلى أستراليا وبحر تيمور.

## تفاصيل رحلة سفينة البيغل
بدأت الرحلة في 27 ديسمبر 1831 واستمرت الرحلة لمدة خمس سنوات، وكان قائد الرحلة يدعى الكابتن فيتزروي عمره 26 عاماً. قضى العالم الإنجليزي تشارلز داروين معظم وقته في الرحلة مستكشفاً الطبيعة وعمل على تجميع عينات التاريخ الطبيعي، ودون ملاحظاته وتخميناته النظرية خلال الرحلة يرسلها إلى جامعة كامبردج. وكان لداروين بعض المعرفة في الجيولوجيا، وخبرة في تشريح اللافقاريات البحرية ولكنه كان مبتديءً في جميع المجالات الأخرى وكان يجمع ببراعة العينات من أجل تقييم الخبراء، وكانت تتركز معظم مذكراتة في علم الحيوان على اللافقاريات البحرية كما اهتم بجمع العوالق.

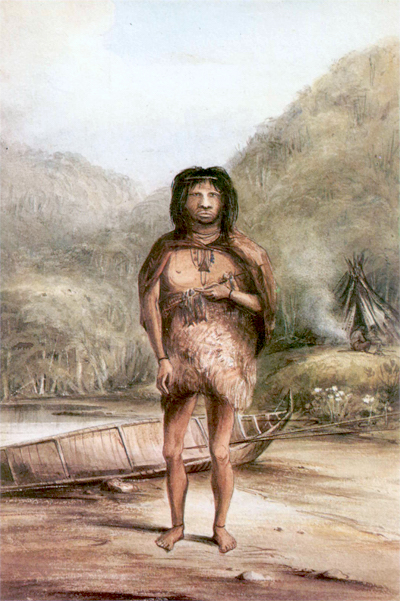
رجل من الفوجي

في أول توقف على الشاطيء على جزيرة اس تي جاغو St. Jago، وجد داروين Hن الشريط الأبيض العالي في الجرف الصخري البركاني يحتوي على أصداف. كان الكابتن فيتزروي قد أعطى داروين المجلد الأول ل«تشارلز ليل» (مباديء الجيولوجيا) الذي يحدد مفاهيم تشكل الأرض الصاعدة ببطء أو الهابطة على مدى فترات زمنية هائلة. وشاهد داروين بعينية ما تحدث عنه تشارلز ليل وبدأ يفكر بكتابة كتاب عن الجيولوجيا، وفي البرازيل ابتهج داروين كثيراً بالغابات الأستوائية.
في بونتا التا في باتاغونيا حقق داروين اكتشاف هام لعظام أحفورية لثديات ضخمة منقرضة في المنحدرات بجانب أصداف بحرية حديثة. دالاً على أنقراض حديث بدون وجود اشارات لتغير في المناخ أو حصول كارثة، استطاع داروين التعرف على الميغاثريوم (حيوان منقرض) عن طريق سن بالمدرع العظمي الذي بدى له للوهلة الأولى وكأنة نسخة عملاقة من المدرع ذو النسخة المحلية. جلب أكتشاف داروين هذا أهتماما كبيرا عندما عادوا إلى بريطانيا.
خلال الرحلة الأولى سرق مجموعة من الفوجيين وهم (السكان الأصيين لأرخبيل) قاربا من على سفينة البيغل فقام الكابتن فيتزروي بأعتقال اثنان من الفوجيين (صبي وفتاة) واحتجازهم كرهائن على متن الباخرة، وقد أكملوا الرحلة مع سفينة البيغل وعادوا معهم إلى إنجلترا وأمضوا عاما هناك وتمت أعادتهم إلى أرخبيل كمبشرين. وجد داروين ان هؤلاء الفوجيين الاثنان مسالمين ومتحضرين بينما وجد ان أقاربهم في «أرض النار» بائسين وهمج منحطين والفرق بين هؤلاء الاثنان وأقاربهم كالفرق بين الحيوانات المدجنة والحيوانات المتوحشة. بالنسبة لداروين فان هذا الأختلاف اظهر التقدم الحضاري وليس. على عكس أصدقاءة العلماء فهو الآن يعتقد انه لم يعد هناك فجوة لا يمكن تجاوزها بين البشر والحيوانات. أحد الفوجيين الذي سمي جيمي بوتون عاش مثل بقية السكان المحليين وكان لدية زوجة ولم يكن لدية رغبة للعودة إلى إنجلترا.